# (14467) Vranckx
(14467) Vranckx is een planetoïde in het zonnestelsel.

## Beschrijving
De planetoïde bevindt zich in de planetoïdengordel tussen Mars en Jupiter en heeft een diameter van 3,4 km.  Op zijn dichtste punt bevindt het hemellichaam zich op 
2,270 AE van de zon. De planetoïde werd ontdekt op 20 juli 1993 door Eric Elst op de Europese Zuidelijke Sterrenwacht en vernoemd naar VRT-journalist Rudi Vranckx.